# ベネズエラ湾
座標: 北緯11度30分 西経71度0分 / 北緯11.500度 西経71.000度

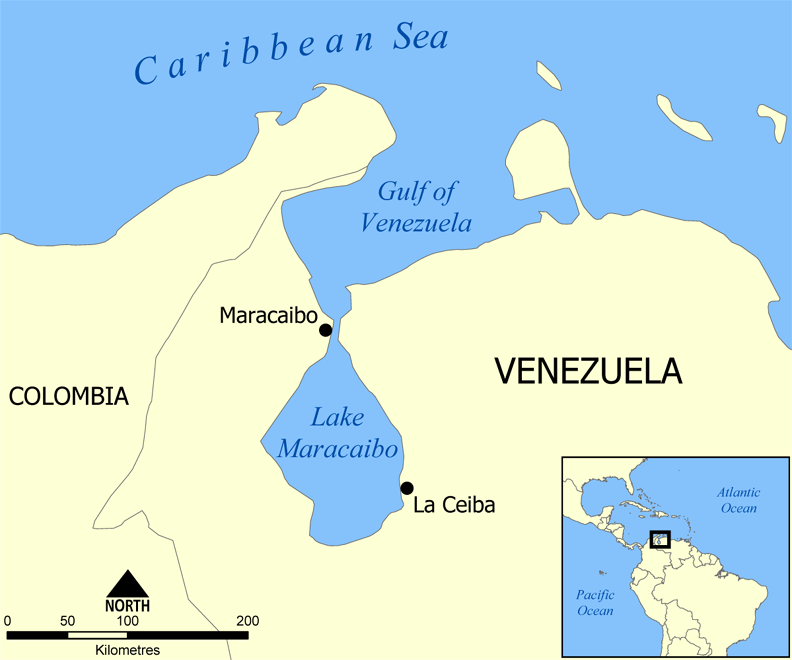
ベネズエラ湾の位置。

ベネズエラ湾（Golfo de Venezuela）は、ベネズエラ北西部、コロンビアの一部にも接する湾である。湾の北にはカリブ海が広がり、南には海峡部を越えてマラカイボ湖へと続いている。西にはグアヒラ半島（Península de la Guajira）、東にはパラグアーナ半島（Península de Paraguaná）に挟まれている。この辺りの中心都市は、海峡部附近のマラカイボ市（Maracaibo）で、ベネズエラ第二の都市である。